# Megaloptidia saulensis
Megaloptidia saulensis är en biart som beskrevs av Engel och Brooks 1998. Megaloptidia saulensis ingår i släktet Megaloptidia och familjen vägbin. Inga underarter finns listade i Catalogue of Life.